# Dastarcus porosus
Dastarcus porosus is een kever uit de familie knotshoutkevers (Bothrideridae). De wetenschappelijke naam van de soort werd in 1858 gepubliceerd door Francis Walker.